# Musto
Musto, brittiskt varumärke för kläder med inriktning på segling, jakt, ridsport och friluftsliv. Musto grundades 1965 av den brittiska olympiern och seglaren Keith Musto.